# Gianvito Misuraca
Gianvito Misuraca (Palermo, 2 aprile 1990) è un calciatore italiano, centrocampista dell'Aquila.

## Caratteristiche tecniche
Può giocare da trequartista, esterno offensivo o mezzala nel 4-3-3.

## Carriera

### Club

#### Inizi e Palermo
Ha fatto tutta la trafila del settore giovanile della Tieffe, società dilettantistica di Palermo, dai Pulcini agli Allievi, per poi passare al Palermo, dove dopo un anno di Allievi Nazionali e due di Primavera vince lo scudetto nella stagione 2008-2009. Di questa squadra è stato il capitano e uno dei giocatori più importanti.
Nella stagione 2008-2009 è stato aggregato più volte alla prima squadra, venendo portato in panchina per la partita contro il Napoli (2-1) dell'8 febbraio 2009.

#### Vicenza e Grosseto
Il 29 giugno 2009 viene ceduto in compartecipazione al Vicenza, in Serie B. Esordisce con la maglia biancorossa il 9 agosto 2009 nel secondo turno di Coppa Italia contro la Cremonese (partita persa per 1-2), sostituito al 72'. Esordisce in Serie B coi veneti il 15 novembre successivo, nella sconfitta in trasferta contro l'Ancona (2-0) alla 14ª giornata di campionato, entrando al 74' al posto di Alessandro Sgrigna. Chiude la sua prima stagione in Serie B con 14 presenze.
Il 25 giugno 2010 viene rinnovata la compartecipazione del giocatore tra Palermo e Vicenza. Nella stagione 2010-2011 debutta il 15 agosto 2010 in Vicenza-Benevento (2-1) valida per il secondo turno di Coppa Italia. L'esordio in campionato arriva alla 16ª giornata, giocando titolare nella partita vinta 2-1 contro il Padova. Il 27 novembre 2010, in Crotone-Vicenza (1-2) valida per la 17ª giornata di campionato, realizza il gol vittoria che vale la sua prima realizzazione in carriera. Risulta come uno dei migliori giocatori del campionato che chiude con 20 presenze e 3 reti; completano il computo statistico 2 presenze in Coppa Italia.
Il 24 giugno 2011 è stata rinnovata la compartecipazione fra Vicenza e Palermo. Dopo 17 partite nella prima parte di stagione 2011-2012, il 31 gennaio 2012, ultimo giorno di calciomercato, passa in prestito al Grosseto.
Debutta con la maglia del Grosseto il 18 febbraio nella trasferta vinta per 2-0 contro l'Ascoli della 28ª giornata di campionato, subentrando a Gaetano Caridi al 62'. Chiude la stagione con 6 presenze.
Il 22 giugno 2012, termine ultimo per la risoluzione delle compartecipazioni, Vicenza e Palermo non fanno nessuna offerta per il cartellino del giocatore, che da regolamento rimane nella squadra che lo ha tesserato per ultimo, i biancorossi.

#### Parma e Nova Gorica
Dopo essersi svincolato a seguito della scadenza del contratto col Vicenza, il 23 luglio 2013 passa a parametro zero al Parma per poi trasferirsi in prestito alla squadra di massima serie slovena dell'Gorica allenata dal connazionale Luigi Apolloni. Esordisce con la nuova maglia il 2 agosto 2013 contro lo Zavrč. Il 14 settembre successivo segna la sua prima rete nel campionato sloveno in casa contro il Celje (2-0).
Il 21 maggio 2014 a Capodistria gioca e vince la finale di Coppa di Slovenia contro il Maribor (0-2).

#### Pisa
Il 23 luglio 2014 si trasferisce in prestito dal Parma al Pisa, in Lega Pro.

#### Bassano Virtus
Il 1º settembre 2015 in seguito al fallimento del Parma, società detentrice del suo cartellino, viene acquistato a titolo definitivo dal Bassano Virtus, società militante in Lega Pro con la quale firma un contratto annuale.

#### Pordenone
Nell'estate 2016 firma con il Pordenone, società militante in Serie C. Nella stagione 2017/18 gioca la storica partita di Coppa Italia, a San Siro, pareggiata dal Pordenone contro l’Inter. I friulani saranno sconfitti soltanto dopo i calci di rigore.
Dopo due stagioni concluse con l'eliminazione ai play-off, alla penultima giornata del campionato 2018/2019 ottiene una storica promozione in Serie B.
La stagione si conclude con la conquista della Supercoppa di Serie C. 
Il 27 agosto 2019 , ad Udine, gioca da titolare il match d’esordio dei ramarri in serie cadetta (Pordenone-Frosinone 3-0); tornando a giocare in Serie B dopo sei anni. Il 19 ottobre inoltre, ritrova il gol tra i cadetti,seppure la sua squadra esca sconfitta sul campo della Juve Stabia (4-2).

#### Bari
Il 31 gennaio 2022 passa in prestito al Bari, in uno scambio che ha portato il calciatore dei galletti Cristian Andreoni in prestito al Pordenone.

#### Fermana
Il 1º settembre 2022 firma per un prestito annuale con la Fermana. 

Rimasto poi svincolato, il 27 luglio 2023 la Fermana comunica l’accordo a titolo definitivo con il giocatore.

#### L'Aquila
Il 19 agosto 2024 firma per il L’Aquila in Serie D.

#### Nazionale
Tra il settembre e l'ottobre 2009 ha partecipato al Campionato mondiale di calcio Under-20 2009, svoltosi in Egitto, esordendo nella prima partita contro il Paraguay (0-0) il 25 settembre, entrando in campo al 55'. Il Mondiale dell'Italia si conclude il 9 ottobre nella sconfitta ai quarti di finale contro l'Ungheria (2-3): il torneo di Misuraca si conclude con 4 presenze complessive.
L'11 novembre 2010 riceve la sua prima convocazione in Under-21 da parte del nuovo commissario tecnico Ciro Ferrara in vista dell'amichevole contro i pari età della Turchia del 17 novembre. In tale partita, finita 2-1 per gli azzurri, esordisce entrando in campo al 68' facendo posto a Diego Fabbrini.
Il 19 gennaio 2011 segna il suo primo gol con l'Under-21 che sblocca la partita amichevole contro la squadra svizzera del Bellinzona poi terminata 2-1.
Il 23 maggio 2011 viene convocato per prendere parte al Torneo di Tolone 2011 in programma dal 1º al 10 giugno. Con l'Italia chiude la competizione al terzo posto, giocando tre partite sulle cinque, ovvero quelle contro Portogallo, Costa d'Avorio e Messico.

## Statistiche

### Presenze e reti nei club
Statistiche aggiornate al 4 maggio 2025.
| Stagione         | Squadra          | Campionato       | Campionato | Campionato | Coppe nazionali | Coppe nazionali | Coppe nazionali | Coppe continentali | Coppe continentali | Coppe continentali | Altre coppe | Altre coppe | Altre coppe | Totale | Totale |
| Stagione         | Squadra          | Comp             | Pres       | Reti       | Comp            | Pres            | Reti            | Comp               | Pres               | Reti               | Comp        | Pres        | Reti        | Pres   | Reti   |
| ---------------- | ---------------- | ---------------- | ---------- | ---------- | --------------- | --------------- | --------------- | ------------------ | ------------------ | ------------------ | ----------- | ----------- | ----------- | ------ | ------ |
| 2009-2010        | Vicenza          | B                | 14         | 0          | CI              | 1               | 0               | -                  | -                  | -                  | -           | -           | -           | 15     | 0      |
| 2010-2011        | Vicenza          | B                | 20         | 3          | CI              | 2               | 0               | -                  | -                  | -                  | -           | -           | -           | 22     | 3      |
| 2011-gen. 2012   | Vicenza          | B                | 17         | 1          | CI              | 0               | 0               | -                  | -                  | -                  | -           | -           | -           | 17     | 1      |
| gen.-giu. 2012   | Grosseto         | B                | 6          | 0          | CI              | 0               | 0               | -                  | -                  | -                  | -           | -           | -           | 6      | 0      |
| 2012-2013        | Vicenza          | B                | 9          | 1          | CI              | 3               | 2               | -                  | -                  | -                  | -           | -           | -           | 12     | 3      |
| Totale Vicenza   | Totale Vicenza   | Totale Vicenza   | 60         | 5          |                 | 6               | 2               |                    | -                  | -                  |             | -           | -           | 66     | 7      |
| 2013-2014        | Gorica           | 1. SNL           | 30         | 8          | CS              | 4               | 2               | -                  | -                  | -                  | -           | -           | -           | 34     | 10     |
| 2014-2015        | Pisa             | LP               | 31         | 3          | CI+CI-LP        | 0+1             | 0               | -                  | -                  | -                  | -           | -           | -           | 32     | 3      |
| 2015-2016        | Bassano Virtus   | LP               | 32+1       | 6          | CI+CI-LP        | 0+1             | 0               | -                  | -                  | -                  | -           | -           | -           | 34     | 6      |
| 2016-2017        | Pordenone        | LP               | 37+6       | 3          | CI+CI-LP        | 0               | 0               | -                  | -                  | -                  | -           | -           | -           | 43     | 3      |
| 2017-2018        | Pordenone        | C                | 31+1       | 2          | CI+CI-C         | 5+0             | 0               | -                  | -                  | -                  | -           | -           | -           | 37     | 2      |
| 2018-2019        | Pordenone        | C                | 20         | 0          | CI+CI-C         | 2+0             | 0               | -                  | -                  | -                  | SC-C        | 2           | 0           | 24     | 0      |
| 2019-2020        | Pordenone        | B                | 26+2       | 1          | CI              | 0               | 0               | -                  | -                  | -                  | -           | -           | -           | 28     | 1      |
| 2020-2021        | Pordenone        | B                | 28         | 1          | CI              | 1               | 0               | -                  | -                  | -                  | -           | -           | -           | 29     | 1      |
| 2021-gen. 2022   | Pordenone        | B                | 6          | 0          | CI              | 1               | 0               | -                  | -                  | -                  | -           | -           | -           | 7      | 0      |
| Totale Pordenone | Totale Pordenone | Totale Pordenone | 148+9      | 7          |                 | 9               | 0               |                    | -                  | -                  |             | 2           | 0           | 168    | 7      |
| gen.-giu. 2022   | Bari             | C                | 5          | 0          | CI-C            | -               | -               | -                  | -                  | -                  | SC-C        | 2           | 0           | 7      | 0      |
| 2022-2023        | Fermana          | C                | 35         | 2          | CI-C            | -               | -               | -                  | -                  | -                  | -           | -           | -           | 35     | 2      |
| 2023-2024        | Fermana          | C                | 35         | 4          | CI-C            | -               | -               | -                  | -                  | -                  | -           | -           | -           | 35     | 4      |
| Totale Fermana   | Totale Fermana   | Totale Fermana   | 70         | 6          |                 | 0               | 0               |                    | -                  | -                  |             | -           | -           | 70     | 6      |
| 2024-2025        | L’Aquila         | D                | 30+1       | 1          | CI-D            | 2               | 0               | -                  | -                  | -                  | -           | -           | -           | 33     | 1      |
| Totale carriera  | Totale carriera  | Totale carriera  | 423        | 36         |                 | 23              | 4               |                    | -                  | -                  |             | 4           | 0           | 450    | 40     |

## Palmarès

### Club

#### Competizioni giovanili
- Campionato Primavera: 1

Palermo: 2008-2009

#### Competizioni nazionali
- Coppa di Slovenia: 1

Gorica: 2013-2014
- Serie C: 2

Pordenone: 2018-2019 (girone B)
Bari: 2021-2022 (girone C)
- Supercoppa di Serie C: 1

Pordenone: 2019